# ريكاردو كارباخال
ريكاردو كارباخال (بالإسبانية: Ricardo Carbajal)‏ هو لاعب كرة قدم مكسيكي في مركز الوسط، ولد في 17 أكتوبر 1968 في مدينة مكسيكو في المكسيك. لعب مع نادي مونتيري.